# Ubisoft S.R.L.
Ubisoft S.R.L. (beter bekend als Ubisoft Bucharest en Ubisoft Romania) is een Roemeens computerspelontwikkelaar gevestigd in Boekarest. Het bedrijf werd in 1992 opgericht en is de eerste ontwikkelstudio van Ubisoft buiten Frankrijk. Tegenwoordig verzorgt Ubisoft Bucharest de kwaliteitsbewaking voor bijna alle spellen van Ubisoft.

## Ontwikkelde spellen
| Release | Title                                                  | Platform                                                               |
| ------- | ------------------------------------------------------ | ---------------------------------------------------------------------- |
| 2000    | POD: Speedzone                                         | Dreamcast                                                              |
| 2003    | Chessmaster 10th Edition                               | Windows                                                                |
| 2005    | Silent Hunter III                                      | Windows                                                                |
| 2006    | Blazing Angels: Squadrons of WWII                      | PlayStation 3, Wii, Windows, Xbox, Xbox 360                            |
| 2007    | Blazing Angels 2: Secret Missions of WWII              | PlayStation 3, Windows, Xbox 360                                       |
| 2007    | Silent Hunter 4: Wolves of the Pacific                 | Windows                                                                |
| 2008    | Silent Hunter 4: Wolves of the Pacific U-Boat Missions | Windows                                                                |
| 2009    | Tom Clancy's H.A.W.X.                                  | PlayStation 3, Windows, Xbox 360                                       |
| 2010    | Silent Hunter 5: Battle of the Atlantic                | Windows                                                                |
| 2010    | Tom Clancy's H.A.W.X 2                                 | PlayStation 3, Wii, Windows, Xbox 360                                  |
| 2009    | Assassin's Creed II                                    | PlayStation 3, Windows, Xbox 360                                       |
| 2010    | Assassin's Creed: Brotherhood                          | PlayStation 3, Windows, Xbox 360                                       |
| 2011    | Assassin's Creed: Revelations                          | PlayStation 3, Windows, Xbox 360                                       |
| 2012    | Tom Clancy's Ghost Recon: Future Soldier               | PlayStation 3, Windows, Xbox 360                                       |
| 2012    | Just Dance 4                                           | PlayStation 3, Wii, Wii U, Windows, Xbox 360                           |
| 2012    | Assassin's Creed III                                   | PlayStation 3, Wii U, Windows, Xbox 360                                |
| 2012    | Far Cry 3                                              | PlayStation 3, Windows, Xbox 360                                       |
| 2013    | Assassin's Creed IV: Black Flag                        | PlayStation 3, PlayStation 4, Wii U, Windows, Xbox 360, Xbox One       |
| 2014    | Watch Dogs                                             | PlayStation 3, PlayStation 4, Wii U, Windows, Xbox 360, Xbox One       |
| 2014    | Assassin's Creed Unity                                 | PlayStation 4, Windows, Xbox One                                       |
| 2014    | Assassin's Creed Rogue                                 | PlayStation 3, Xbox 360                                                |
| 2016    | Watch Dogs 2                                           | PlayStation 4, Windows, Xbox One                                       |
| 2017    | Tom Clancy's Ghost Recon Wildlands                     | PlayStation 4, Windows, Xbox One                                       |
| 2018    | The Crew 2                                             | PlayStation 4, Windows, Xbox One                                       |
| 2018    | Assassin's Creed Odyssey                               | PlayStation 4, Windows, Xbox One                                       |
| 2019    | Tom Clancy's The Division 2                            | PlayStation 4, Windows, Xbox One                                       |
| 2020    | Watch Dogs: Legion                                     | PlayStation 4, PlayStation 5, Stadia, Windows, Xbox One, Xbox Series X |